# Toyota Urban Cruiser

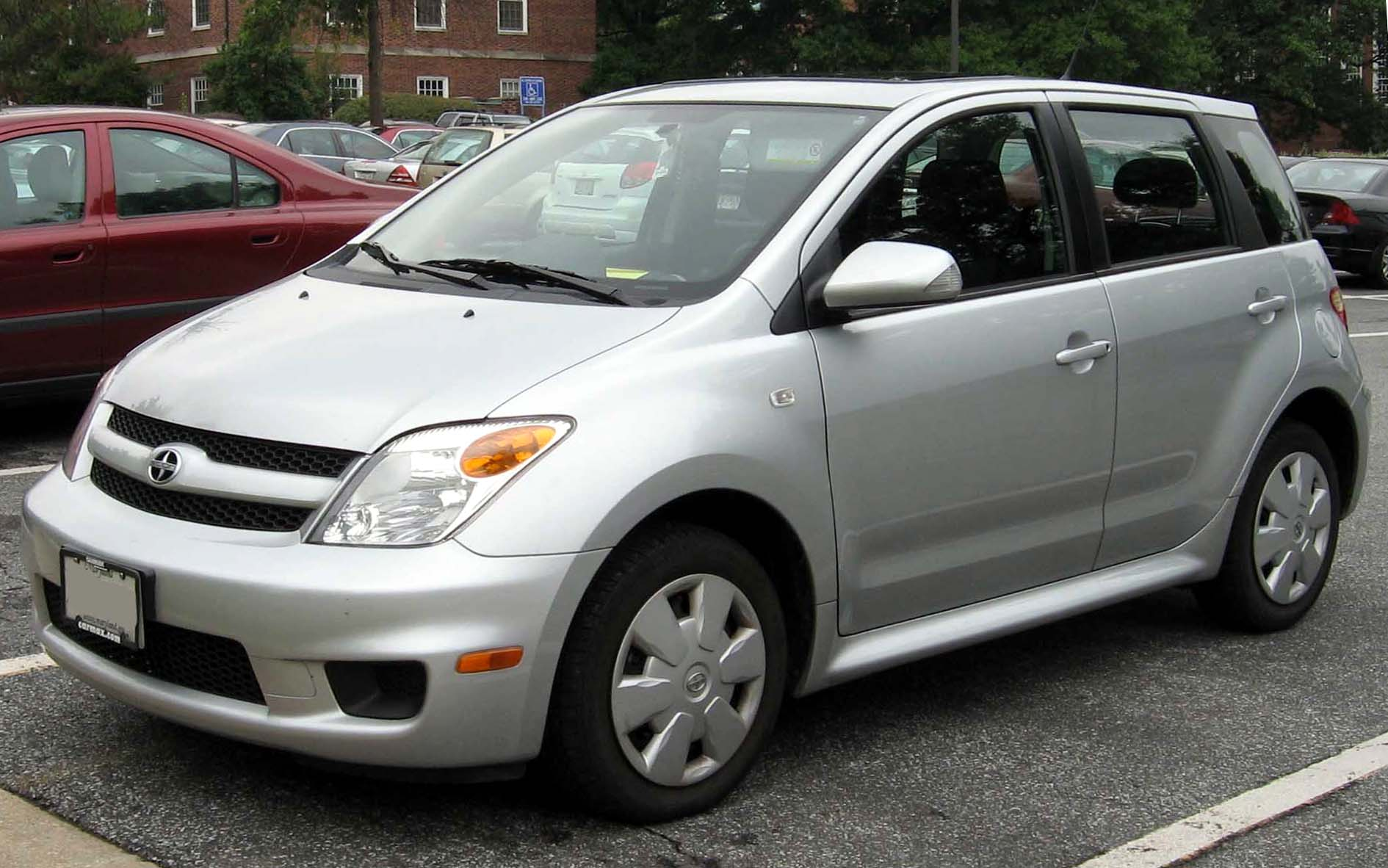
Scion xA, el Toyota Ist de primera generación.

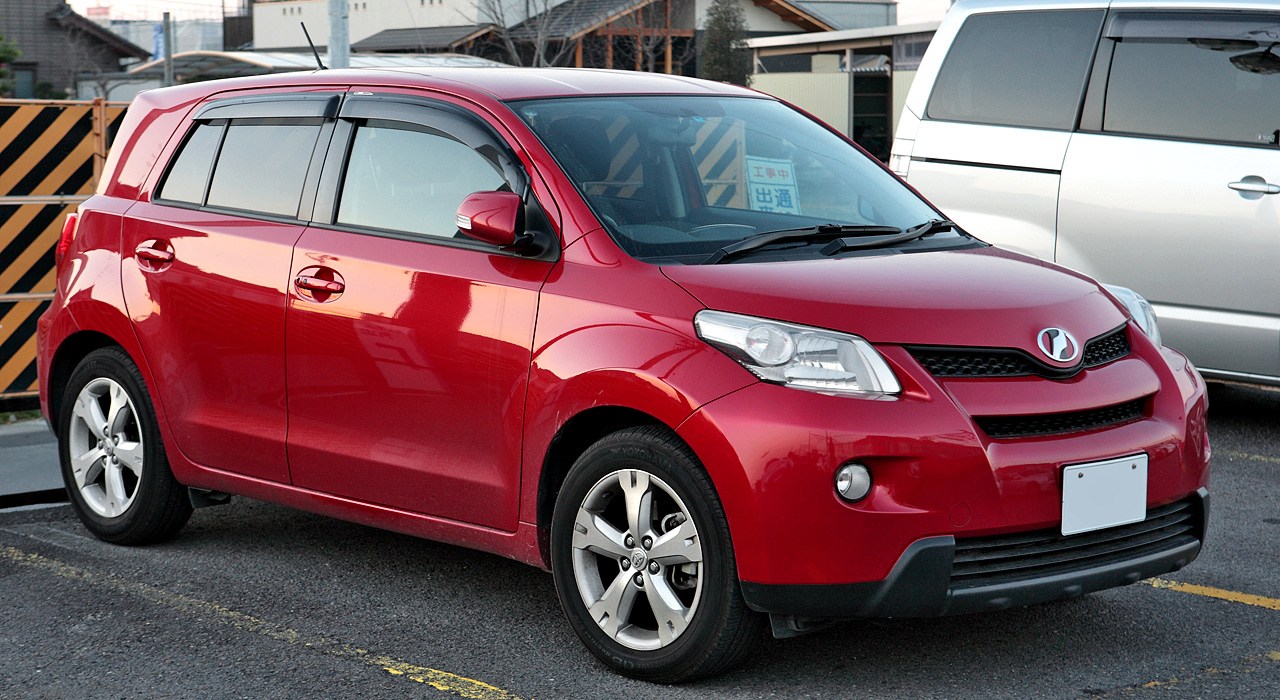
Segunda generación del Toyota Ist

El Toyota Urban Cruiser, también demoninado Ist es un automóvil del segmento B desarrollado por el fabricante japonés Toyota y vendido bajo las marcas Toyota y Scion. Sus dos generaciones usan la misma plataforma de los Toyota Yaris respectivos. En ambos casos, el modelo tiene carrocería de cinco puertas y motor delantero transversal. Su altura queda a mitad de camino entre la de un hatchback y la de un automóvil todoterreno o monovolumen, de la misma manera que el Mazda Verisa, el Nissan Juke y el Suzuki SX4.

## Primera generación (2002-2007)
La primera generación del Ist se puso a la venta en 2002; también se vendió en Estados Unidos entre 2003 y 2006 como el Scion xA. Los dos motores disponibles eran de gasolina y cuatro cilindros en línea: un 1.3 litros de 87 CV y un 1.5 litros de 109 CV. Las cajas de cambios disponibles son una automática de cuatro marchas y una manual de cinco marchas, en ambos casos asociadas a un sistema de tracción delantera.

## Segunda generación (2007-2016)
La segunda generación del Ist se lanzó al mercado en 2007, en Estados Unidos bajo la designación Scion xD. Se comenzará a vender en Europa a principios de 2009 como el Toyota Urban Cruiser, donde se lo publicitará como un automóvil todoterreno para enfrentarse al Daihatsu Terios.
A los dos motores de gasolina de su predecesor se añade un gasolina de 1.8 litros y 132 CV. Existen variantes de tracción delantera y tracción a las cuatro ruedas, y a la oferta anterior de cajas de cambios se agregó una transmisión variable continua.